# Mustalaisensaari
Mustalaisensaari är en ö i Finland. Den ligger i sjön Jääsjärvi och i kommunen Joutsa i den ekonomiska regionen  Joutsa ekonomiska region  och landskapet Mellersta Finland, i den södra delen av landet, 180 km norr om huvudstaden Helsingfors. Öns area är 0,2 hektar och dess största längd är 80 meter i nord-sydlig riktning.